# Alija

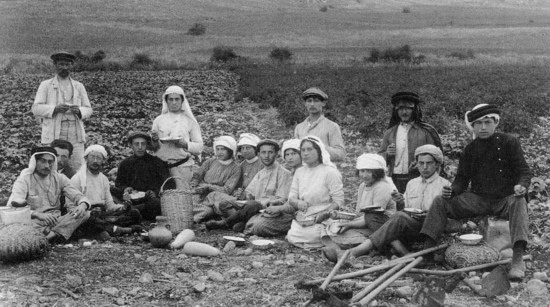
Einwanderer der zweiten Alija, Feld bei Migdal (1912)

Der Begriff Alija (ֽֽhebräisch עֲלִיָּה ʿalijjah, deutsch ‚Aufstieg‘, Plene עלייה; Plural ʿalijjot) stammt aus der Bibel und bezeichnet im Judentum seit dem babylonischen Exil (586–539 v. Chr.) die Rückkehr von Juden als Einzelne oder Gruppen ins Land Israel. Teilnehmer einer Alija heißen auf Hebräisch Olim (Singular: mask. Oleh, fem. Olah).
Seit der Entstehung des politischen Zionismus im 19. Jahrhundert bedeutet der Begriff allgemein „jüdische Einwanderung“ nach Palästina bzw. seit 1948 nach Israel.

## Ursprung
Das hebräische Wort Alija für „Aufsteigen, Hinaufziehen“ bezeichnete im antiken Judentum eine Wallfahrt gläubiger Juden zum Jerusalemer Tempel an einem der drei jährlichen Wallfahrtsfeste Pessach, Schawuot und Sukkot. Das Aufsteigen bezog sich auf das hochgelegene Bergland Judäas und besonders auf den etwa 800 m hoch gelegenen Tempelberg, den Zion.
Nachdem die Babylonier den Tempel und die Stadt Jerusalem als kultisches Zentrum des damaligen Judentums 586 v. Chr. zerstört und seine politischen und kultischen Eliten exiliert hatten, bezeichnete der Begriff auch das erhoffte künftige „Hinaufziehen“ der exilierten Juden in ihr Heimatland Israel. Das Edikt des Perserkönigs Kyros II. von 539 v. Chr. erlaubte ihnen diese Rückkehr nach biblischer Überlieferung mit den Worten (Esr 1,3 ; vgl. 2. Buch Chronik 36,23):

„Jeder unter euch, der zu seinem Volk gehört – sein Gott sei mit ihm –, der soll nach Jerusalem in Juda hinaufziehen und das Haus des Herrn, des Gottes Israels, aufbauen; denn er ist der Gott, der in Jerusalem wohnt.“

Damit löste Kyros eine frühe Rückwanderungswelle nach Israel aus, in deren Folge der Tempel und Jerusalem als Hauptstadt Israels wieder aufgebaut wurden.

## Die frühen Alijot
- Im späten 12. Jahrhundert trafen einige Juden aus Nordafrika aufgrund von Verfolgungen ein.
- Zwischen 1210 und 1211 wanderten mehrere französische und englische Rabbiner ein (Einwanderung der dreihundert Rabbiner).
- Nach der Vertreibung der Juden aus Spanien im Jahr 1492 kamen einige Juden nach Samaria und Judäa.
- Im 15. Jahrhundert traf eine Gruppe italienischer Juden ein, die einen großen Einfluss auf die örtliche jüdische Gemeinde ausübte. Unter ihnen war Rabbi Elia, der 1483 aus Ferrara einwanderte.[3]
- Nach der türkischen Eroberung im Jahr 1516 folgte eine Einwanderungswelle aus dem Orient, Sizilien, Italien, Frankreich, Deutschland und Nordafrika. Gemeinsam mit ihnen kamen auch weitere Flüchtlinge der Vertreibungen aus Spanien und Portugal. Einige ließen sich in Jerusalem nieder, die meisten jedoch siedelten in Safed.
- Während des gesamten 16. Jahrhunderts zog die Hochblüte der Kabbala in Safed viele Einwanderer aus Frankreich, Deutschland, Italien und anderen europäischen Ländern, aber auch aus Nordafrika und dem Orient an.

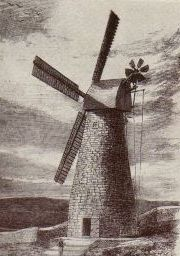
Die Windmühle von Sir Moses Montefiore im Jahr 1858

- 1579 kamen 120 Einwanderer aus Damaskus.
- Mitte des 17. Jahrhunderts gab es eine wichtige Alija türkischer Juden.
- Im Jahr 1700 ließ sich eine Gruppe von 1500 europäischen Juden unter der Führung von Rabbi Jehuda HeChassid in Jerusalem nieder. Sie errichten die Hurva-Synagoge.
- Ende des 18. Jahrhunderts begann bis ins frühe 19. Jahrhundert die Einwanderung der Chassidim. Die erste organisierte chassidische Einwanderung fand 1764 statt und wurde von Schülern des Ba’al Schem Tow, des Begründers des Chassidismus, angeführt. Sie siedelten sich in Tiberias, Safed, Hebron und Jerusalem an und begründeten die Tradition der vier Heiligen Städte des Judentums.
- 1808 organisierten auch die Peruschim, die Schüler des Gaon von Wilna, eines Gegners des Chassidismus, eine Alija und begründeten eine Gemeinde in Jerusalem.
- 1830 begann eine Einwanderungswelle aus Deutschland, den Niederlanden und Ungarn.
- Während des 19. Jahrhunderts fand die Einwanderung tausender Juden aus orientalischen Ländern wie der Türkei, Nordafrika, Irak, Persien, Buchara, Assyrien, Afghanistan, dem Kaukasus und dem Jemen statt, welche die Ankunft des Messias für das jüdische Jahr 5600 (= 1840) erwarteten. 1840 waren Juden die größte Bevölkerungsgruppe in Jerusalem. Die Eroberung von Syrien durch Muhammad Ali Pascha brachte für die jüdische Bevölkerung Erleichterungen, wie z. B. die Erlaubnis, die bei einem Erdbeben 1837 zerstörten Gebäude in Safed und Tiberias wieder aufzubauen.
- 1857: Der in London lebende italienische Jude Sir Moses Montefiore ließ eine achtzehn Meter hohe Getreide-Windmühle mit einer kleinen Siedlung aus zwanzig Häusern außerhalb der Stadtmauer Jerusalems errichten. Aufgrund Mangel an Wind trug diese wenig bei zur Mehlversorgung als Lebensgrundlage der jüdischen Bevölkerung.
- 1860 lebten etwa 12.000 Juden in Palästina.

## Die modernen Alijot
Die Alijot der Neuzeit werden in der Literatur unterschiedlich periodisiert, sowohl hinsichtlich der Dauer als auch hinsichtlich der Einwanderungszahlen.

### Die erste Alija
Die erste Alija dauerte von 1882 bis 1903. Das Gebiet von Palästina gehörte damals zum Osmanischen Reich. Mit der ersten Alija kamen etwa 30.000 Einwanderer aus Osteuropa, Russland, Rumänien und dem Jemen.
Die Gründe für eine Einwanderung lassen sich auf drei Faktoren zurückführen:
- Die uralte Sehnsucht der Juden nach ihrem historischen Heimatland.
- Die andauernden Pogrome in Russland.
- Die Überzeugung, dass nur die Rückkehr in das historische Heimatland imstande sein würde, das „jüdische Problem“ dauerhaft und grundlegend zu lösen.

Die erste Alija wurde vor allem von den Bewegungen Chibbat Zion und der Bilu beeinflusst. Bilu ist eine Abkürzung für „Beit Ja'akov Lekhu Ve-nelkha“, „Haus Jakob, geht, lasst uns aufbrechen!“ (Jes 2,5 ).
Diese Bewegungen haben auch die ersten landwirtschaftlichen Siedlungen, Moschawot gegründet, bis 1903 insgesamt 28, darunter in Judäa: Rischon LeZion, Ekron, Gedera, Petach Tikwa, Zichron Jaakov und in Obergaliläa: Rosch Pina, Jesod Hama’alah. Be’er Tuvia war die südlichste und Metulla die nördlichste Siedlung.
Die erste Gruppe von 14 Personen ging am 6. Juli 1882 in Jaffa an Land; die zweite Gruppe mit 34 Personen kam zwei Jahre später. Zu dieser Gruppe gehörten auch vier Frauen. Gedera ist eine Bilu-Gründung. Am 27. Juni 1901 wurde die Vereinigung Kibbuz Achim gegründet, deren Ziel es war, die Ankömmlinge der ersten Alija bei der Suche nach Arbeit und Unterkunft zu unterstützen.
Ebenfalls ab 1882 begann der in Frankreich lebende Baron Edmond de Rothschild in sechzehn Musterdörfern 12.000 Juden anzusiedeln, die sich selbstständig ernähren konnten. Besonders bekannt wurden seine Weinfelder am Südwestabhang des Karmel, wozu er französische Rebsorten einführen ließ.
Es gab zwei Haupteinwanderungswellen: 1882 bis 1884 und 1890 bis 1891.
Neben 28 neuen landwirtschaftlichen Siedlungen mit ca. 6.000 Personen wuchsen auch die städtischen Siedlungen an. So kamen je ca. 3.000 Neueinwanderer nach Haifa und Jaffa und etwa 1.000 Einwanderer nach Jerusalem.
Das Hebräische wurde wieder zu einer im Alltag gesprochenen Sprache und die ersten hebräischen Grundschulen entstanden. Der Pioniergeist hatte sich jedoch erschöpft und war 1903 fast zum Erliegen gekommen. Insgesamt gelangten während der ersten Alija etwa 35.000 Juden nach Palästina, doch fast die Hälfte unter ihnen verließ das Land wieder nach einigen Jahren.
Ein bekannter Teilnehmer der 1. Alija war Elieser Ben-Jehuda.

### Die zweite Alija
Sie fand von 1904 bis 1914 statt und brachte 35.000 bis 40.000 Einwanderer, vor allem aus Russland und Polen, in das Land Palästina.
Der erste Anstoß dazu waren die blutigen Ereignisse in Kischinew 1903. Weitere Pogrome in Russland im Jahre 1904 und 1905 sowie der Tod Theodor Herzls am 3. Juli 1904 führten zu einem neuen Pioniergeist.
Die Teilnehmer waren meist junge Männer und Frauen mit sozialistischen Ideen und dem Wunsch nach einer klassenlosen Gesellschaft und einer Religion der Arbeit. Sie ließen sich nicht nur von einer nationalen Ideologie leiten, sondern wünschten sich auch ein Gemeinwesen für Proletarier in Palästina.
Sie hatten in der Regel bereits in ihren Heimatländern eine landwirtschaftliche Ausbildung erhalten. Von Einwanderern der zweiten Alija wurden die ersten Parteien der Arbeiterbewegung, die Poalei Tzion und die HaPoel HaZair, die Vorgängerorganisationen der Mapai, aufgebaut.
Die Teilnehmer der zweiten Alija arbeiteten als Arbeiter in den Moschawot oder in den Städten. Sie gründeten 1909 den ersten Kibbuz Degania, die erste jüdische Stadt der Neuzeit Tel Aviv und ebenfalls 1909 die militärische Organisation HaSchomer. Auch schufen sie die Basis für eine neue hebräische Presse und Literatur, was die Verbreitung der Sprache erheblich förderte, und für die Gewerkschaft Histadrut.
Bekannte Teilnehmer der zweiten Alija waren: David Ben-Gurion, Jitzhak Ben Zwi, Berl Katznelson, Israel Schochat, Jitzchak Tabenkin und Joseph Trumpeldor.
Die Zweite Alija wurde durch den Ausbruch des Ersten Weltkrieges beendet. In der gleichen Zeit wanderten mehr als eine Million Juden aus Osteuropa in die USA aus.

### Die dritte Alija
Die dritte Alija dauerte von 1919 bis 1923 und stellte in vielerlei Hinsicht eine Fortsetzung der zweiten dar. Sie brachte 35.000 Einwanderer ins Land, von denen 53 Prozent aus Russland und 36 Prozent aus Polen stammten. Die Übrigen kamen aus Litauen, Rumänien und anderen osteuropäischen Ländern. Achthundert Einwanderer stammten aus West- und Mitteleuropa. Viele Neuankömmlinge waren Mitglieder der Hechaluz-Bewegung in Russland und Polen oder des Hashomer Hatzair („der junge Wächter“) in Galizien, der ältesten jüdischen Jugendbewegung, die sich selbst als „Weltorganisation der zionistischen Jugend“ bezeichnet.
Die Ursachen der Einwanderungswelle lagen in den Folgen der russischen Oktoberrevolution und des Bürgerkrieges, den Pogromen in der Ukraine in den Jahren 1919 und 1920 mit 150.000 ermordeten Juden, den Auseinandersetzungen um die nationale Selbstbestimmung in Europa nach dem Ersten Weltkrieg, der Balfour-Deklaration und der britischen Mandatsverwaltung Palästinas mit der Zusicherung auf die Errichtung einer nationalen jüdischen Heimstätte.
Die Einwanderung in die Vereinigten Staaten war zwar immer noch möglich und wurde auch häufig genutzt, die meisten, die Palästina als Einwanderungsland wählten, kamen aus zionistischer Überzeugung.
Diese jungen Pioniere brachten eine Schöpferkraft, die den Charakter des Jischuw veränderte. Gemeinsam mit ihren Vorgängern aus der Zweiten Alija spielten sie eine bedeutende Rolle in seiner Führungsschicht. Sie gründeten den Histadrut, den landesweit organisierte Gewerkschaftsverband der Arbeiter, die Selbstverteidigungsorganisation Hagana, stellten Arbeiter für den Wohnungs- und Straßenbau sowie den Anfängen der Industrie und unterstützten den Aufbau der jüdischen Landwirtschaft. Die Dritte Alijah vergrößerte auch die Zahl der jüdischen Siedlungen durch die Gründung vieler neuer Kibbutzim (z. B. En Harod, Gewa, Tel Josef und Beit Alfa in der Jesreelebene, Kirjat Anavim in der Nähe von Jerusalem), der ersten Moschawim (z. B. Nahalal, Kfar Yechezkel, Tel Adaschim und Balfouria) und rief 1927 ihre Kibbuzbewegung ins Leben.
1922 lebten etwa 85.000 Juden in Palästina: In den Städten des Landes, vor allem Jerusalem, Tel Aviv, Tiberias, Haifa und Hebron und in 60 landwirtschaftlichen Siedlungen.
Im Zweiten Weltkrieg operierten Mitglieder der Hashomer Hatzair, darunter Mordechaj Anielewicz, im von NS-Deutschland besetzten Europa, vor allem in Polen, und waren an Ghettoaufständen beteiligt. Nach dem Krieg nahmen sie an Bricha-Unternehmen teil. 1946 gründete die Bewegung eine politische Partei, die gemeinsam mit Achdut Ha’Avoda 1948 die Arbeiterpartei Mapam bildete.

### Die vierte Alija
Die vierte Alija von 1924 bis 1927 unterschied sich in ihrer sozialen Struktur von den vorhergehenden. Sie begann Mitte des Jahres 1924 und an ihr nahmen 67.000 Einwanderer, die Hälfte von ihnen aus Polen, teil. Auf dem Höhepunkt der vierten Alija, im Jahre 1925, kamen auf 1000 Juden, die in Palästina lebten, 285 Neuankömmlinge.
Sie wird auch als Mittelstands-Alija bezeichnet, weil sie vor allem aus Angehörigen der Mittelklasse, Geschäftsleuten und Handwerkern bestand. Die Immigration von Pionieren kam wegen der Auswanderungsbeschränkungen der Sowjetunion praktisch zum Erliegen.
Die Einwanderungswelle war das Ergebnis von zwei Entwicklungen: Die Wirtschaftskrise in Polen und die ökonomischen Beschränkungen, die den polnischen Juden auferlegt wurden, daher auch der Name Grabski-Alija nach dem polnischen Finanzminister Władysław Grabski. Ein weiterer Grund war, dass die USA mit dem Immigration Act of 1924 ihre Grenzen für Masseneinwanderungen weitgehend abschotteten.
Die meisten Neuankömmlinge, insgesamt acht von zehn Einwanderern der vierten Alija, hielten an ihrer Lebensweise fest und ließen sich in den Städten, vor allem in Tel Aviv, nieder. Sie investierten ihr geringes Kapital in Werkstätten und Fabriken, kleinen Hotels, Restaurants, Geschäften, vor allem aber im Baugewerbe. In der Küstenebene kam es auch zu einer bedeutenden landwirtschaftlichen Entwicklung. Neue Ansiedlungen, deren Lebensgrundlage Zitrusplantagen waren, wurden gegründet, darunter Magdiel, Herzlia, Binjamina und Netanja.
1926 stagnierte die Einwanderung durch eine ernste Wirtschaftskrise in Palästina. Von den 13.000, die 1926 angekommen waren, verließ mehr als die Hälfte wieder das Land. 1927 wanderten mehr als 5000 aus, jedoch wanderten nur 2300 ein, damit verebbte die Einwanderungswelle.

### Die fünfte Alija
Die fünfte Alija erstreckte sich über den Zeitraum von 1930 bis 1939 und brachte 250.000 Einwanderer. Sie kamen überwiegend aus Polen, Deutschland, Österreich, Rumänien, Griechenland, Jemen und Irak. Allein im Zeitraum 1933 bis 1936 kamen nach der Machtübernahme Adolf Hitlers 164.000 Juden legal nach Palästina, neben weiteren illegalen Flüchtlingen. Die überwiegende Mehrheit ließ sich in den Städten nieder; allein nach Tel Aviv zogen etwa die Hälfte der Einwanderer.
Die deutschen und österreichischen Juden, die über ein Viertel der Gesamteinwandererzahl ausmachten, trugen entscheidend zur Entwicklung des Jischuw bei. Sie waren die erste größere Einwanderergruppe aus West- und Mitteleuropa. Viele von ihnen hatten eine medizinische oder andere akademische Ausbildung. Sie machten auch die Mehrheit der Musiker im neuen Philharmonischen Orchester aus. Die Städte erlebten durch den hohen Bildungsstand, bürgerliche Lebensform und mitteleuropäische Werte wie Pünktlichkeit und Ordnungssinn, sowie den beruflichen Erfahrungen eine Steigerung des Niveaus im Geschäftsleben und der städtischen Einrichtungen. Viele dieser Eigenschaften sind in das bis heute mit Ironie und Respekt verbundene Bild von den deutschen Einwanderern, den Jeckes, eingegangen. Mit diesem Zustrom begann die Erfolgsgeschichte von Tel Aviv.
Am Vorabend des Zweiten Weltkrieges lebten 475.000 Juden in Palästina, ungefähr vierzig Prozent der Gesamtbevölkerung des Landes.

### Die Alija Bet

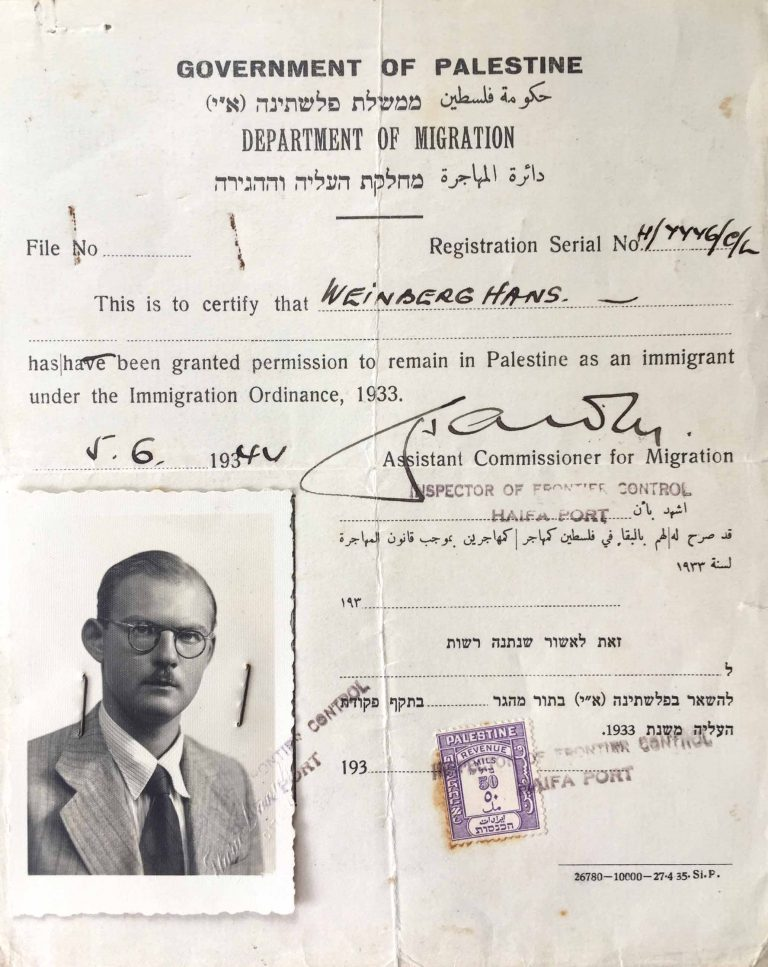
Aufenthaltsgenehmigung ausgestellt im Jahr 1944

Die Alija Bet (Bet ist der 2. Buchstabe des hebräischen Alphabets) bezeichnet den sekundären Aufstieg, also die illegale Einreise. Sie wird auch als Haʿappalah (hebräisch הַעְפָּלָה) bezeichnet. Sie begann ca. 1934 mit der Verfolgung in Deutschland während der Zeit des Nationalsozialismus und dauerte bis zur Staatsgründung. Die Einwanderung trotzte den Hürden der britischen Regierung (u. a. Weißbuch von 1939) und den Versuchen die Einwanderungswege zu kontrollieren. Im Jahr 1939 wurde durch die Hagana der Mossad le Alija Bet und durch die Revisionisten ebenfalls eine Organisation in Paris für die illegale Einwanderung gegründet.
Unter der Einwanderrestriktion fanden zwischen 1940 und 1945 nur 31.221 Juden legal im Land Aufnahme, meist auf der Flucht vor der von Deutschland betriebenen und kontinuierlich ausgeweiteten Ermordung europäischer Juden und Antisemitismus in anderen Ländern, während weitere 19.965 jüdische Flüchtlinge illegal ins Land gelangten. In den Jahren nach dem deutscherseits betriebenen Judenmord bestanden die britischen Restriktionen fort, aber insgesamt erreichten zwischen 1934 und 1948 insgesamt 115.000 illegale Einwanderer das Land, während 51.000 von den britischen Behörden in Britisch-Zypern festgehalten wurden und erst nach der Unabhängigkeit des Staates Israel einreisen konnten. Die jüdische Bevölkerung in Palästina stieg bis 1948 auf 650.000 Juden an.
In der Literatur finden sich auch Periodisierungsversuche, die eine sechste Alija benennen und auf 1936–1940 datieren. Sie umfasste etwa 90.000 Einwanderer, hauptsächlich „illegale“ Flüchtlinge vor dem Nationalsozialismus (Maapilim).

## Alijot seit der Staatsgründung

### 20. Jahrhundert
- Das Rückkehrgesetz wurde von der Knesset am 5. Juli 1950 als erstes Gesetz nach der Staatsgründung 1948 angenommen.
- 1948–1951: Insgesamt ca. 687.624[16] Einwanderer, vor allem aus Ägypten, Irak, Polen und Rumänien, sowie 123.371 aus dem Jemen, 34.547 aus der Türkei und 21.910 aus dem Iran[17]. Damit verdoppelte sich die jüdische Bevölkerung in Israel.[18] Auf je 137 Einheimische kamen 100 Neueinwanderer (Flüchtlinge wie Migranten).

- Zwischen Juni 1949 und September 1950 kamen mit der Operation Fliegender Teppich in zunächst geheim gehaltenen Transporten etwa 49.000 jemenitische Juden in den neuen Staat Israel.
- Im März 1951 brachte die Luftbrücke „Operation Esra und Nehemia“ 107.603 irakische Juden über den Iran und Zypern nach Israel.

- 1955–1957: etwa 100.000 Einwanderer aus Marokko, Algerien, Tunesien und Libyen, mit dem Ende der französischen Kolonialherrschaft (zur Einwanderung aus Marokko in den 1940ern und 1950ern siehe auch: Geschichte Marokkos ab 1948).
- Nachdem am 11. Januar 1961 das Frachtschiff Egos 16 km vor Morro Nuevo in der Bucht von Alhucamas sank, wobei alle 44 jüdischen Flüchtlinge aus Marokko und 2 Besatzungsmitglieder starben, wurden mit Erlaubnis der marokkanischen Regierung vom November 1961 bis zum Frühling 1964 80.000 Juden in der Operation Jachin über Frankreich und Italien nach Israel gebracht.[20]
- 1969–1975: etwa 100.000 Einwanderer aus der UdSSR, die vor dem verbreiteten Antisemitismus und den staatlichen Beschränkungen der Religionsausübung flohen.
- Zwischen dem 21. November 1984 und dem 5. Januar 1985 brachten die Operation Moses (Miwza Mosche) und im März 1985 die Operation Joschua etwa 8.000 äthiopische Juden nach Israel.
- 1989 bis 1995: etwa 600.000 Einwanderer aus der Sowjetunion bzw. aus der GUS, vor allem aus Russland und der Ukraine.
- Die Operation Salomon brachte vom 23. bis 25. Mai 1991 weitere 14.326 Juden aus Äthiopien.[21]

### 21. Jahrhundert
- Vom November 2011 bis August 2013 kamen weitere 7846 äthiopische Juden mit der Operation Taubenflügel.
- Trotz der Corona-Pandemie beschloss die israelische Regierung, zwischen September 2020 und Anfang 2021 rund 2.000 Juden aus Äthiopien mit der Operation Fels Israels nach Israel zu bringen.[22]

### Statistik
Einwanderer seit der Staatsgründung Israels am 15. Mai 1948 nach Kontinenten:
| Jahr   | unbekannt | A.+O.1 | Europa  | Afrika | Asien   | Gesamt  |
| ------ | --------- | ------ | ------- | ------ | ------- | ------- |
| 019482 | 11.865    | 00.478 | 076.554 | 08.192 | 04.739  | 101.828 |
| 1949   | 05.702    | 01.422 | 011.963 | 39.215 | 071.652 | 239.954 |
| 1950   | 03.687    | 01.954 | 081.195 | 26.162 | 057.565 | 170.563 |
| 1951   | 03.141    | 01.286 | 047.074 | 20.382 | 103.396 | 175.279 |
| 1952   | 00.275    | 00.950 | 006.232 | 10.286 | 006.867 | 024.610 |
| 1953   | 00.382    | 00.930 | 002.147 | 05.102 | 003.014 | 011.575 |
| 1954   | 00.165    | 01.091 | 001.369 | 12.509 | 003.357 | 018.491 |
| 1955   | 00.061    | 01.155 | 002.065 | 32.815 | 001.432 | 037.528 |
| 1956   | 00.101    | 01.067 | 006.739 | 45.284 | 003.139 | 056.330 |
| 1957   | 01.435    | 01.410 | 039.812 | 25.747 | 004.230 | 072.634 |
| 1958   | 00.241    | 01.320 | 013.695 | 04.113 | 007.921 | 027.290 |
| 1959   | 00.137    | 01.147 | 014.731 | 04.429 | 003.544 | 023.988 |
| 1960   | 00.204    | 01.158 | 016.169 | 05.379 | 001.782 | 024.692 |
| 1961   | 00.194    | 01.969 | 023.375 | 18.048 | 004.149 | 047.735 |
| 1962   | 00.350    | 02.187 | 011.825 | 41.816 | 005.355 | 061.533 |
| 1963   | 00.143    | 06.497 | 014.213 | 38.672 | 004.964 | 064.489 |
| 1964   | 00.327    | 04.188 | 028.124 | 17.340 | 005.057 | 055.036 |
| 1965   | 00.382    | 03.096 | 013.879 | 08.535 | 005.223 | 031.115 |
| 1966   | 00.229    | 02.132 | 007.435 | 03.024 | 003.137 | 015.957 |
| 1967   | 00.148    | 01.771 | 004.295 | 06.268 | 001.987 | 014.469 |
| 1968   | 00.161    | 02.275 | 006.029 | 07.567 | 004.671 | 020.703 |
| 1969   | 00.330    | 09.601 | 015.236 | 05.926 | 007.018 | 038.111 |
| 1970   | 00.222    | 11.405 | 014.434 | 03.785 | 006.904 | 036.750 |
| 1971   | 00.025    | 12.885 | 020.888 | 02.354 | 005.778 | 041.930 |
| 1972   | 00.020    | 10.814 | 039.145 | 02.766 | 003.143 | 055.888 |
| 1973   | 00.008    | 09.522 | 040.492 | 02.839 | 002.025 | 054.886 |
| 1974   | 00.021    | 06.439 | 023.126 | 01.216 | 001.177 | 031.979 |
| 1975   | 00.006    | 04.989 | 013.417 | 00.689 | 000.927 | 020.028 |
| 1976   | 00.011    | 05.774 | 012.137 | 00.697 | 001.135 | 019.754 |
| 1977   | 00.040    | 06.201 | 012.660 | 01.620 | 000.908 | 021.429 |
| 1978   | 00.121    | 06.305 | 016.549 | 01.683 | 001.736 | 026.394 |
| 1979   | 00.367    | 06.024 | 022.404 | 01.340 | 007.087 | 037.222 |
| 1980   | 00.077    | 04.350 | 011.792 | 01.007 | 003.202 | 020.428 |
| 1981   | 00.062    | 04.243 | 005.909 | 01.170 | 001.215 | 012.599 |
| 1982   | 00.046    | 05.003 | 006.168 | 01.555 | 000.951 | 013.723 |
| 1983   | 00.056    | 06.758 | 006.154 | 03.094 | 000.844 | 016.906 |
| 1984   | 00.035    | 04.876 | 005.485 | 08.885 | 000.700 | 019.981 |
| 1985   | 00.014    | 03.739 | 003.964 | 02.318 | 000.607 | 010.642 |
| 1986   | 00.031    | 03.634 | 003.675 | 00.982 | 001.183 | 009.505 |
| 1987   | 00.016    | 03.812 | 006.044 | 01.205 | 001.888 | 012.965 |
| 1988   | 00.019    | 03.969 | 006.012 | 01.334 | 001.700 | 013.034 |
| 1989   | 00.091    | 04.147 | 016.766 | 01.861 | 001.185 | 024.050 |
| 1990   | 00.139    | 04.315 | 189.650 | 04.472 | 000.940 | 199.516 |
| 1991   | 00.062    | 03.023 | 152.142 | 20.251 | 000.622 | 176.100 |
| 1992   | 00.123    | 03.006 | 068.962 | 04.075 | 000.891 | 077.957 |
| 1993   | 00.048    | 03.283 | 070.315 | 01.431 | 001.728 | 076.805 |
| 1994   | 00.051    | 03.593 | 072.553 | 01.928 | 001.719 | 079.844 |
| 1995   | 00.025    | 04.330 | 068.987 | 01.772 | 001.247 | 076.361 |
| 1996   | 00.068    | 04.587 | 052.475 | 01.998 | 011.791 | 070.919 |
| 1997   | 00.018    | 04.248 | 049.903 | 02.283 | 009.769 | 066.221 |
| 1998   | 00.033    | 03.316 | 042.155 | 03.514 | 007.712 | 056.730 |
| 1999   | 00.034    | 03.580 | 062.147 | 02.681 | 008.324 | 076.766 |
| 2000   | 00.003    | 03.359 | 046.955 | 02.509 | 007.377 | 060.202 |
| 2001   | –         | 03.604 | 030.794 | 03.573 | 005.500 | 043.473 |
| 2002   | 00.004    | 08.737 | 018.021 | 02.949 | 003.859 | 033.570 |
| 2003   | 00.003    | 04.430 | 012.626 | 03.342 | 002.872 | 023.273 |
| 2004   | –         | 03.428 | 011.149 | 03.878 | 002.444 | 020.899 |
| 2005   | –         | 04.065 | 011.279 | 03.766 | 002.071 | 021.183 |
| 2006   | 00.006    | 03.813 | 009.872 | 03.801 | 001.777 | 019.269 |
| 2007   | 00.019    | 03.894 | 008.849 | 03.795 | 001.575 | 018.132 |
| 2008   | –         | 03.361 | 007.109 | 01.892 | 001.338 | 013.701 |
| 2009   | –         | 03.932 | 008.566 | 00.561 | 001.516 | 014.575 |
| 2010   | –         | 04.155 | 009.128 | 01.937 | 001.415 | 016.635 |
| 2011   | –         | 03.567 | 009.286 | 02.934 | 001.104 | 016.893 |
| 2012   | –         | 03.417 | 009.361 | 02.643 | 001.137 | 016.560 |
| 2013   | –         | 03.488 | 010.848 | 01.562 | 001.029 | 016.929 |
| 2014   | –         | 03.808 | 019.098 | 00.396 | 000.817 | 024.120 |
| 2015   | –         | 04.062 | 022.600 | 00.394 | 000.852 | 027.908 |
| 2016   | 00.471    | 04.410 | 019.635 | 00.348 | 001.113 | 025.977 |
| 2017   | 00.432    | 04.365 | 019.862 | 00.425 | 001.273 | 026.357 |
| 2018   | 00.353    | 04.245 | 021.707 | 00.365 | 001.429 | 028.099 |
| 2019   | 00.361    | 04.253 | 021.745 | 00.366 | 001.431 | 028.156 |

1 = Amerika und Ozeanien

2 = Nur vom 15. Mai bis 31. Dezember 1948
Quelle: 1948–2015: 2016–2019:

## Jugend-Alija
Die Jugendalija bzw. Kinderalija, eine Abteilung der Jewish Agency, wurde 1933 von Recha Freier aus Berlin gegründet, um jüdische Kinder und Jugendliche aus Nazi-Deutschland zu retten. In Palästina wurde die Organisation von Henrietta Szold und später von Hans Beyth geleitet. Vor dem Zweiten Weltkrieg wurden ungefähr 5.000 Jugendliche ins Land gebracht und erzogen. Nach dem Krieg kamen noch 15.000 Holocaustüberlebende dazu.
In Deutschland: Arbeitsgemeinschaft Kinder- und Jugend-Alija gegründet Juli 1933 mit Sitz in Berlin-Charlottenburg 2, Kantstraße 158 (überparteiliche Organisation zur Überführung jüdischer Jugendlicher nach Palästina), umfasste die drei Berliner Vereine: Kinderheim Ahawah, jüdische Waisen- und Jugendhilfe.